# Scoparia poliophaealis
Scoparia poliophaealis là một loài bướm đêm trong họ Crambidae.